# جوشوا سيمون
جوشوا سيمون (بالعبرية: יהושע סימון‏) هو صحفي ومخرج وشاعر إسرائيلي، ولد في 1979.

## وصلات خارجية
- جوشوا سيمون على موقع IMDb (الإنجليزية)
- جوشوا سيمون على موقع كينوبويسك (الروسية)